# Earl Bostic
Earl Bostic, född den 25 april 1913 i Tulsa i Oklahoma, död den 28 oktober 1965 i Rochester i New York, var amerikansk musiker med inriktning på jazz och rhythm & blues. Han var altsaxofonist och en pionjär inom efterkrigstidens amerikanska rhythm & blues-stil.

## Biografi
Bostic etablerade sig som professionell musiker redan vid 18 års ålder, då han anslöt sig till Terence Holder's band ’Twelve Clouds of Joy’. Han gjorde sin första skivinspelning med Lionel Hampton i oktober 1939. Dessförinnan hade han spelat med Fate Marable på New Orleans riverboats.
Bostic avgick med examen från Xavier University i New Orleans. Han spelade då med lokala band men också med flera välkända som Arnett Cobb, Rex Stewart, Don Byas och Charlie Christian. Åren 1938 och 1944 ledde han husbandet vid Small’s Paradise, då han även spelade gitarr och trumpet.
Under det tidiga 1940-talet var han en välsedd regelbunden deltagare i det berömda jam sessions på Minton’s Playhouse. År 1945 bildade han sitt eget band och gjorde de första inspelningarna i eget namn.
Bostic skrev också egen musik och gjorde arrangemang åt flera kända musiker. Hans egen signaturmelodi ”Flamingo” spelades in 1951.
Under det tidiga 1950-talet levde Bostic med sin hustru i Addisleigh Park i St. Albans i Queens i New York, där också många andra jazzstjärnor hade sin boplats. Han flyttade därifrån till Los Angeles, där han koncentrerade sig på att skriva arrangemang efter att ha drabbats av en hjärtattack. Han öppnade också där sin egen R&B-klubb, Flying Fox.
Bostic dog 1965 i en hjärtattack i Rochester, New York, under en spelning med sitt band och är begravd i Los Angeles. Han valdes 1993 in i Oklahoma Jazz Hall of Fame.